# Сыроед, Оксана Ивановна
Оксана Ивановна Сыроед (укр. Оксана Іванівна Сироїд; род. 2 мая 1976, Городище, Львовская область) — народный депутат Верховной рады Украины VIII созыва (прошла по списку объединения «Самопомощь»), заместитель председателя Верховной рады. В прошлом — директор Украинского правового фонда, эксперт «Реанимационного пакета реформ».

## Биография
Оксана Сыроед родилась 2 мая 1976 года в селе Городище Львовской области. Отец, Иван Максимович Сыроед (1945—2003), шахтёр. Мать, Екатерина Васильевна (1954 г.р.), учительница.
В 1993 году Оксана Сыроед окончила школу и поступила в Киево-Могилянскую академию по специальности «Политология». Во время учёбы с 1993 по 1997 годы работала на секретарских должностях в украинских политических организациях. По окончании учёбы в 1997 году получила степень бакалавра и поступила в магистратуру по специальности «право» при университете имени Шевченко.
Одновременно с поступлением в магистратуру Оксана Сыроед работала в ряде государственных и международных проектов, направленных на продвижение демократических и рыночных реформ на Украине.
В 2000 году получила степень магистра права в Киеве, в 2003 году — степень магистра права в Оттаве (Канада). С 2003 года — частный предприниматель. С 2004 по 2012 год работала менеджером проектов в украинском отделении ОБСЕ.
В 2014 году в качестве эксперта приняла участие в работе группы «Реанимационный пакет реформ», возглавляемой Анной Гопко. По итогам работы группы вошла в избирательный список «Самопомощи» и стала депутатом Верховной рады. 4 декабря 2014 года была избрана заместителем председателя Верховной рады.
Свободно владеет английским, уверенный пользователь компьютера, считает это важными слагаемыми успешной работы для современного государственного деятеля. В настоящее время проживает в Киеве, не замужем.

### Образование
- В 1993 с золотой медалью окончила Червоноградскую общеобразовательную среднюю школу[3].
- В 1993 году поступила в Киево-Могилянскую академию и окончила её в 1997 году, получив степень бакалавра политологии[3].
- С 1998 по 2000 училась в Центре правовых исследований университета имени Тараса Шевченко. Окончила обучение с отличием и получила диплом магистра права[3].
- С сентября 2002 по ноябрь 2003 училась в Оттавском университете в Канаде, получила степень LL.M. (магистр права)[3].
- помимо украинского свободно владеет русским и английским языками, средне — польским.

### Трудовая деятельность
- С июля 1994 года до февраля 1996 года была помощником председателя Украинской республиканской партии[3].
- В марте — декабре 1996 года — помощник-консультант народного депутата Украины Игоря Юхновского[3].
- С января 1997 года до февраля 1998 года — ведущий специалист аппарата Межведомственного аналитическо-консультативного совета по развитию производительных сил и производственных отношений при Кабинете Министров Украины[3].
- С июня 1998 года до сентября 1999 года — эксперт по вопросам социальной реформы Проекта Программы развития ООН «Поддержка экономических, социальных и административных реформ в Украине» при Секретариате Межведомственного совета по внедрению Программы экономических реформ в Украине[3].
- С ноября 1999 года до сентября 2000 года — координатор компонента «Внедрение результатов функционального обследования в Министерстве труда и социальной политики Украины» проекта Министерства международного развития Великобритании «Поддержка структурных реформ в Украине»[3].
- С октября 2000 года до июля 2001 года — советник по юридическим вопросам Проекта Программы развития Организации Объединённых Наций «Поддержка экономических, социальных и административной реформы в Украине»[3].
- С августа 2001 года по май 2002 года — руководитель аппарата и секретарь Межведомственной аналитически-консультативного совета по вопросам развития производительных сил и производственных отношений при Кабинете Министров Украины[3].
- С ноября 2002 года до апреля 2003 года — международный интерн юридической фирмы «Gowling Lafleur Henderson LLP» в Оттаве[3].
- С сентября 2003 года — частный предприниматель[3].
- С июня 2004 года по август 2012 года — национальный менеджер проектов Координатора проектов в Украине Организации по безопасности и сотрудничеству в Европе. Занималась проектами в области административного права, административной юстиции, юридического образования и образования по правам человека[3].
- С сентября 2012 года — директор Всеукраинского благотворительного фонда «Украинский правовой фонд»[3].
- С декабря 2014 года — заместитель председателя Верховной рады Украины[5]
- Оксана Сыроед оказывала юридическую помощь министру финансов Украины Наталье Яресько в бракоразводном процессе. В конце 2014 года Яресько отсудила у бывшего мужа значительную часть движимого и недвижимого имущества[6][7].

## Политическая карьера
На внеочередных выборах в Верховную раду в 2014 году была избрана по списку «Самопомощи», став народным депутатом Украины VIII созыва.
После прохождении партии в парламент и вступления в коалицию «Европейская Украина» (куда также вошли «Блок Петра Порошенко», «Народный фронт», «Радикальная партия Олега Ляшко» и «Батькивщина»), 4 декабря Оксана Сыроед голосами 313 народных депутатов была выбрана заместителем председателя Верховной рады, и тем самым стала первой женщиной вице-спикером в истории независимой Украины.
В мае 2016 года Оксана Сыроед выступила на собрании религиозной секты «Возрождение», пастором которой является Владимир Мунтян. Со сцены киевского Дворца спорта Сыроед рассказала, что ей «не было с кем освятить жилище», но помочь ей в этом решила представительница «Возрождения». Народный депутат также заявила, что Мунтян посоветовал ей «нести Бога в политику». Видеозапись выступления появилась в июле того же года и была критически воспринята в социальных сетях.
4 октября 2016 года фотограф Богдан Бортаков поймал момент, когда Оксана Сыроед во время заседания Верховной рады занималась онлайн-шопингом в интернет-магазине. Она отвлекалась от этого занятия только для объявления коллег, намеренных выступить с речью.
Глава Профсоюзов Министерства внутренних дел Украины Илья Кива обвинил Оксану Сыроед в «организации спланированного акта с использованием дымовой шашки» 6 октября 2017 года во время голосования Верховной радой за закон о реинтеграции Донбасса. Этот инцидент, по мнению Кивы, мог поставить под угрозу здоровье не только депутатов, но и детей, присутствовавших на экскурсии в парламенте: «„Самопомощь“ знала о том, что в здание Верховной Рады пронесут дымовую шашку. „Самопомощь“ знала, что дымовая шашка — это не безобидная игрушка, а дым в замкнутом пространстве, который грозит смертью из-за удушения. И я это знаю, как военный. Знала это и Сыроед, которая вышла из зала заседаний за пять минут до ЧП. „Самопомощь“ знала, что в этот день в парламенте проходят экскурсии для детей, ведь их проводят каждую пятницу», — заявил Кива.
1 ноября 2018 года были введены российские санкции против 322 граждан Украины, включая Оксану Сыроед.

## Общественно-политическая деятельность
Член Комиссии по укреплению демократии и утверждению верховенства права при Президенте Украины.
Соавтор ряда законопроектов, в частности, проекта закона о внесении изменений в Закон Украины «О судоустройстве и статусе судей», которые получили положительные заключения комиссии Совета Европы «За демократию через право» (Венецианской комиссии). Член экспертной группы Временной специальной комиссии Верховной рады по подготовке проекта закона о развитии и применении языков на Украине.
Основатель благотворительной организации «Кирилло-Мефодиевский фонд». Эксперт «Реанимационного пакета реформ» в области реформы судебной власти, конституционной и административной реформ.
В мае 2015 года Верховная рада приняла представленную Оксаной Сыроед декларацию об отступлении Украины от обязательств, определённых Конвенцией о защите прав человека и основных свобод, Международным пактом о гражданских и политических правах и Европейской социальной хартии (пересмотренной). Поправки позволяют задерживать подозреваемых дольше, чем на 72 часа, а также расширяют круг полномочий судебных инстанций.

## Доходы
В 2014 году личный доход Оксаны Сыроед составил 217 тысяч гривен. В 2015 году её доход составил 88 тысяч гривен. Декларации о её доходах опубликованы на сайте Верховной рады. По данным электронной декларации за 2016 год, Оксана Сыроед по основному месту работы в Верховной раде заработала 171 160 гривен, также ей была выплачена компенсация за затраты, связанные с выполнением депутатских обязанностей, в размере 169 871 гривны, и компенсация за проезд в размере 26 136 гривен. Сыроед указала в декларации квартиру в Киеве площадью 76,3 м², дом площадью 180,8 м² в селе Волсвин Сокальского района Львовской области и шесть земельных участков в той же местности (общая площадь — 21 496 м²). Депутат задекларировала автомобиль Suzuki Grand Vitara 2006 года выпуска и 16 тыс. долларов США наличных средств.
22 марта 2019 года пришла на заседание Верховной Рады балетках Prada стоимостью $395 или около 11 000 гривен по курсу НБУ на 22.03.2019.